# ザ・ドリームプレッシャー
『ザ・ドリームプレッシャー』は、2004年9月から2005年9月にかけて、TBSの「水曜特番」で放送されたバラエティ番組の1つである。なお、2006年5月10日からは「ドリーム・プレス社」の1企画としてレギュラー化されるが、内容が一部変更となるので、詳細は「ドリーム・プレス社」を参照。

## 番組内容
夢をテーマにしたクイズ番組で、解答者は夢をかなえたい人ではなく、スタジオにいる観客やゲストタレント。正解すると、賞金を山分け出来るが、不正解だと全額没収。

## 出演者
- 安住紳一郎（TBSアナウンサー）
- 他、ゲスト多数

## スタッフ
- 構成:北本かつら、佐藤雄介
- 問題作成:海老根豊、矢野了平、おいかわひろかず、石坂伸太郎、藤井輝久、高山秀敏、志岐誠、山川俊司、田中大祐、寺田智和、小林正和
- CG:TEA
- ナレーション:浅草キッド、イジリー岡田、真地勇志、原亜弥
- プロデューサー : 阿部龍二郎
- 技術協力 : 東通
- 制作協力 : ファルコン、ボトム
- 制作 : TBSテレビ（旧TBSエンタテインメント）
- 製作著作 : TBS